# Casa de Ferro
A Casa de Ferro é um imóvel pré-fabricado, importado da Bélgica para Moçambique e edificado em 1892 para alojar a residência do governador-geral. Actualmente situado na Avenida Samora Machel em Maputo, foi inicialmente instalado na Avenida Josina Machel, tendo albergado várias instituições como o Instituto D. Amélia, e antes da independência nacional o Museu Geográfico.